# Starověké řecké právo
Starověké řecké právo je odvětví právní vědy zabývající se zákony a právním zřízením ve starověkém Řecku.
Řecké právo se vyvíjelo nejednotně na základě zvykových práv a k jeho zapsání (kodifikaci) docházelo v archaického období a je provázeno různými legendami. K takovým bájným zákonodárcům patří především Drakón v Athénách, dále Lykúrgos ve Spartě nebo Charóndas v sicilské Katané. Podobu písemně zachyceného práva na začátku klasického období (1. polovina 5. století př. n. l.) na Krétě dokumentuje nápisově dochovaný Gortynský zákoník.
Římské právo z řeckého přejalo jen některé prvky jako například hypotéku (zástavu pozemku) nebo emfyteuzi (pacht). Další řecké prvky se pak dostávaly do římského práva v císařském období a dostaly se i do zákoníku Corpus iuris civilis východořímského císaře Justinián I., které položilo základ byzantskému právu i pozdějšímu poznání římského práva na evropském Západě.